# Malaan-Nationalpark
Der Malaan-Nationalpark (englisch Malaan National Park) ist ein 25 Quadratkilometer großer Nationalpark  in Queensland, Australien. Aufgrund einer Vielzahl von endemischen Vogelspezies ist der Park ein Teil der Wooroonooran Important Bird Area und des UNESCO-Weltnaturerbe Wet Tropics of Queensland. Er umfasst den Gipfel und das Umland des 1390 Meter hohen Millaa Millaa Mountain.

## Lage
Der Park befindet sich in der Region North Queensland. Er liegt 50 Kilometer westlich von Innisfail und 70 Kilometer südlich von Cairns. Zu erreichen ist er von Ravenshoe über den Kennedy Highway. Es gibt weder ausgewiesene Zufahrtsstraßen noch Besuchereinrichtungen.
In der Nachbarschaft liegen die Nationalparks Mount Hypipamee, Millstream Falls und Tully Falls.